# الشجعان الثلاثة (فلم)
الشجعان الثلاثة هو فيلم مصري عرض عام 1969، بطولة رشدي أباظة وإبراهيم خان ويوسف فخر الدين وشمس البارودي وسهير البابلي ومشيرة إسماعيل، ومن إخراج حسام الدين مصطفى.

## قصة الفيلم
عرفة ومبروك وشريف ثلاثة شبان في مقتبل العمر، يموت أبوهم الصول شعلان أثناء مطاردة عصابة مهربين، يقرر الأبناء الثلاثة الانتقام لمقتل الأب فيترك كل منهم عمله الأصلي ويتنكرون في شخصيات متعددة ليكونوا بالقرب من عصابة المهربين ويستطيعون الاندماج بينهم.

## طاقم التمثيل
- رشدي أباظة: (عرفة)
- إبراهيم خان: (مبروك)
- يوسف فخر الدين: (شريف)
- شمس البارودي: (نوال الصحفية)
- سهير البابلي: (الراقصة حميدة)
- مشيرة إسماعيل: (نوسة - بنت ورداني)
- رويدا عدنان: (المغنية ياسمينا)
- أحمد أباظة: (المعلم حسبو)
- أحمد لوكسر: (المعلم ورداني)
- حسين الشربيني: (برعي - من أتباع حسبو)
- محمد شوقي: (المعلم عبد التواب)
- علي جوهر: (مدير أمن السواحل)
- عبد العليم خطاب: (الصول شعلان)
- كنعان وصفي: (من أتباع حسبو)
- فايق بهجت: (من أتباع حسبو)
- الطوخي توفيق: (من أتباع حسبو)
- فاروق فلوكس: (فلوكس)
- حسين إسماعيل: (المعلم عاشور)

## فريق العمل
- إخراج: حسام الدين مصطفى
- تأليف: فيصل ندا
- مدير التصوير: كمال كريم
- مونتاج: فكري رستم
- إنتاج: هيسام فيلم (محمود هيمن)
- توزيع: هيمن فيلم